# غلادوين جيب
هوبير مايلز غلادوين جيب (بالإنجليزية: Hubert Miles Gladwyn Jebb, 1st Baron Gladwyn)‏، (بالإنجليزية: Gladwyn Jebb)‏ بارون غلادوين المعروف باسم غلادوين جيب (25 أبريل 1900 - 24 أكتوبر 1996) ، كان موظفًا بريطانيًا بارزًا ودبلوماسيًا وسياسيًا بالإضافة إلى الأمين العام للأمم المتحدة بالنيابة قليلا أكثر من ثلاثة أشهر.

## النشأة والحياة الأسرية
حصل ابن سيدني جيب، من قاعة فيربيك ، يوركشاير ، جيب على تعليمه في كلية إيتون ، ثم كلية ماجدالين ، أكسفورد ، وحصل على أول جائزة في التاريخ. في عام 1929 تزوج من سينثيا نوبل ، ابنة السير ساكستون نوبل ، البارونة الثالثة ، وحفيدة السير أندرو نوبل ، البارونت الأول ، الذي كان معه ابن واحد وابنتان: مايلز ، فانيسا ، تزوجت من المؤرخ هيو توماس وستيلا ، متزوج من العالم جويل دي روسناي. حفيدته هي الكاتبة الأكثر مبيعاً في العالم تاتيانا دي روسني.

## روابط خارجية
- غلادوين جيب على موقع مونزينجر (الألمانية)
- غلادوين جيب على موقع إن إن دي بي (الإنجليزية)